# Bischofswiesen
Bischofswiesen is een gemeente in de Duitse deelstaat Beieren, en maakt deel uit van het Landkreis Berchtesgadener Land.
Bischofswiesen telt 7.280 inwoners.
In deze gemeente ligt het kleine Götschen skigebied. Het heeft drie sleepliften en een kabelbaan die 400 meter omhoog voert, naar de 1307 meter hoge Götschenkopf. Het staat sinds het seizoen 2016/2017 bekend als organisator van een wedstrijd in de Europacup snowboarden.
Ainring ·
Anger ·
Bad Reichenhall ·
Bayerisch Gmain ·
Berchtesgaden ·
Bischofswiesen ·
Freilassing ·
Laufen ·
Marktschellenberg ·
Piding ·
Ramsau b.Berchtesgaden ·
Saaldorf-Surheim ·
Schneizlreuth ·
Schönau a.Königssee ·
Teisendorf